# Šušara, Banatul de Sud
Šušara (maghiară Fejértelep, germană Sanddorf) este o localitate în partea de nord-est a Serbiei, în Districtul Banatul de Sud, Voivodina.

## Populația
- 1894: 1044
- 1894: 1044
- 1910: 946
- 1921: 1016
- 1948: 748
- 1953: 851
- 1961: 819
- 1971: 648
- 1981: 496
- 1991: 472
- 2002: 416